# Mama Corsica
"Mama Corsica" (tradução portuguesa: "Mãe Córsega") foi a canção que representou a França no Festival Eurovisão da Canção 1993  que teve lugar em Millstreet, na Irlanda. Foi interpretada em corso e em francês por  Patrick Fiori. Foi a 12.ª canção a ser interpretada na noite do festival, a seguir à canção portuguesa "A cidade (até ser dia)" , cantada por Anabela e antes da canção sueca Eloise, cantada pela banda Arvingarna . Terminou em 4.º lugar, tendo sido a melhor classificação para uma canção cantada numa língua não oficial de um país. No ano seguinte, em 1994, a França fez-se representar com Nina Morato interpretando o tema  "Je suis un vrai garçon".

## Autores
- Letra: François Valéry
- Música: François Valéry
- Orquestrador: Christian Cravero

## Letra
A canção é um elogio à ilha da Córsega, com Fiori comparando a ilha com uma mãe pegando piedosamente quem vem ter com ela. A maior parte da canção é interpretada em francês, todavia Fiori diz à ilha que "logo à noite eu cantarei em corso para ti". 